# Amerikanisering

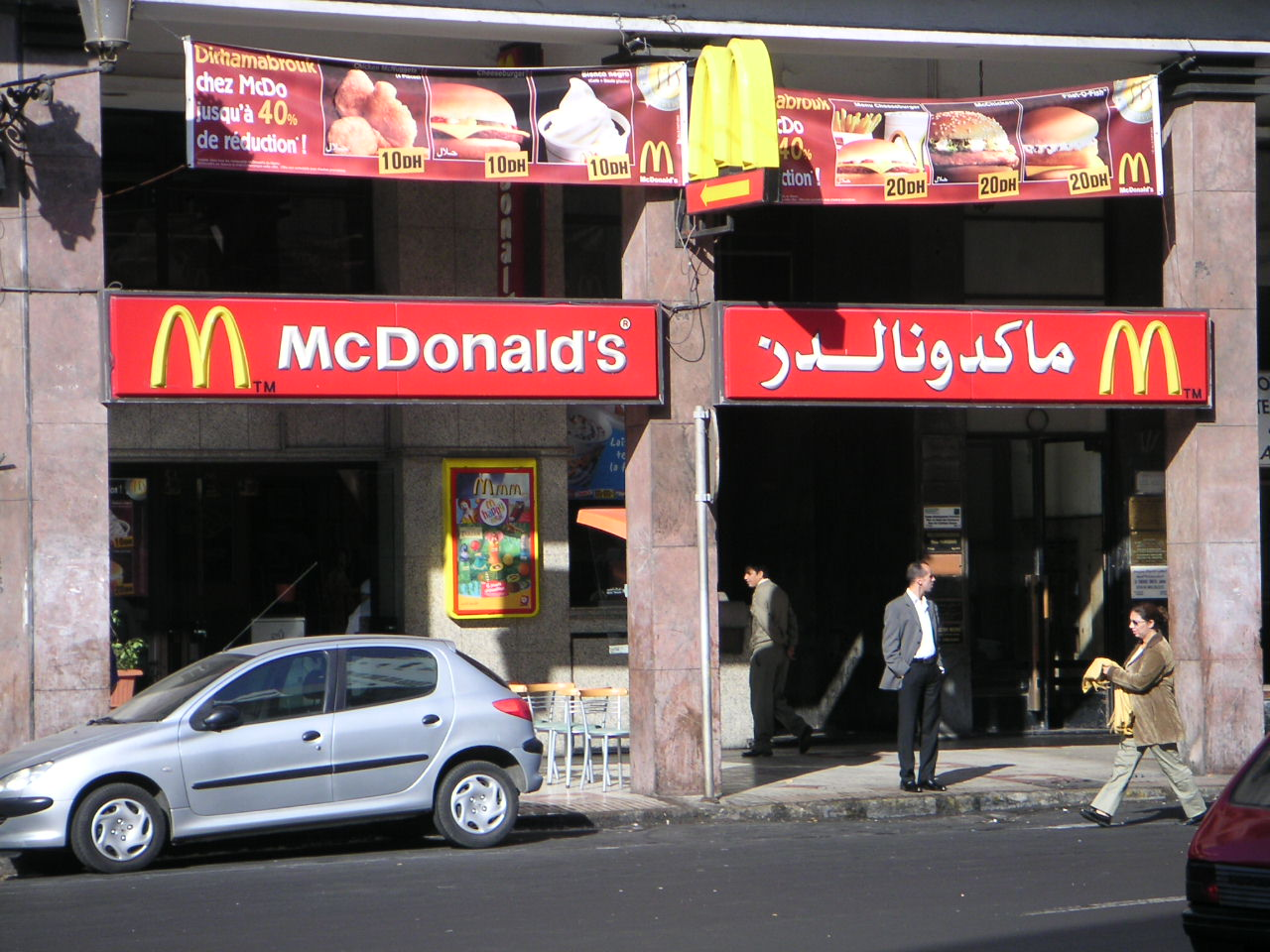
McDonald's in Marokko

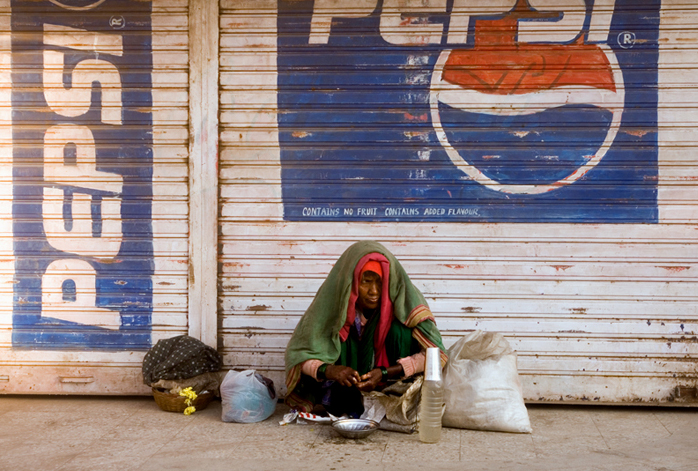
Pepsi-reclame in India

Amerikanisering is een wereldwijd sociaal-cultureel proces waarin de Amerikaanse cultuur eigen wordt gemaakt in de mondiale samenleving. Hierbij moet men denken aan de cultuur, technologie, ondernemingshandelingen, politieke vaardigheden en de Amerikaans-Engelse taal.
Amerikanisering en globalisering lopen hand in hand. Het leidt er onder meer toe dat in elke stad in de wereld Amerikaanse bedrijven gevestigd zijn en dat overal in de wereld Amerikaanse merken worden gebruikt. Voorbeelden van deze merken zijn:
- McDonald's
- Coca-Cola
- Pepsi
- Dole Food Company
- KFC
- Starbucks
- Domino's Pizza
- Ford
- CNN
- MTV
- Apple
- Google
- Burger King

## Amerikanisering van andere naties
Amerikanisering wordt in het bestaande systeem geïntegreerd en verandert de samenleving met betrekking tot hun inrichting, waarden, tradities en procedures (bijvoorbeeld in de industrie en wetenschap). Deze trend is haast geen Trans-Atlantische wisselwerking te noemen, maar een eenzijdige beïnvloeding. Selectieve aanpassing vindt echter wel plaats. Het Amerikaniseringsproces, dat zich in de 20e eeuw ontwikkeld heeft, is aan de status van de Verenigde Staten als supermacht verbonden. Een bijzondere dynamiek ontwikkelde zich na de Tweede Wereldoorlog, wanneer de Verenigde Staten, West-Europa binnen hun invloedssfeer hebben opgenomen.

## Fenomenen

### Media
- Engelstalige muziek dominerend[2]
- Hollywoodproducties in bioscopen en op televisie[2]
- Volledig Engelstalige reclames en Engelstalige slogans[3]
- Commerciële televisiezenders nauwelijks nog te onderscheiden van Amerikaanse[2]

### Werk en sociaal terrein
- Ontmanteling van de verzorgingsstaat[4]
- Consumptiemaatschappij[1]
- Afnemend onderling vertrouwen[5]
- Sociale ongelijkheid[5]
- Toename van criminaliteit door sociale ongelijkheid[5]
- Amerikaanse mode en kleding[3]
- Overmatig gebruik van Engelse woorden (anglicismen) en typisch Amerikaanse woorden en begrippen
- Het op Amerikaanse wijze uitspreken van de Engelse taal
- Overname van Amerikaanse feesten als Halloween en in mindere mate ook Thanksgiving
- Gebruik van Amerikaanse voornamen (bijv. Kevin, Brian, Jason..)
- Beperkte invloed van vakbonden en afname van werknemersrechten[6]
- Overname Amerikaanse eetgewoonten en gerechten (McDonald's)[2][3]
- Verminderde bescherming tegen ontslag (bijv. opzegtermijn)
- Verminderde werknemersrechten
- Overname van Amerikaanse trends[3]
- Hand op het hart houden bij het zingen van het volkslied
- Gebruik en tonen van overdreven emotionaliteit
- Omgekeerde bewijslast aanvoeren
- Introductie van "plea bargaining" - het maken van afspraken tussen de verdachte en het OM over de strafmaat - in de Nederlandse en Belgische rechtspraak

### Economie
- Engels als voertaal, ook in niet-Amerikaanse bedrijven
- Overname van Engelstalige terminologie voor bedrijfsfuncties (bijv. „CEO“ i.p.v. bestuursvoorzitter)
- Eerder competitief i.p.v. coöperatief
- Toename van - of puur winstdenken
- Agressieve marketing
- Hire and fire-mentaliteit; hoge in- en uitloop van medewerkers[6]
- Amerikaanse Bachelor- en Mastertitel op Nederlandse universiteiten en hogescholen
- Kredietwaardering van ondernemingen naar Amerikaanse maatstaven[7]

## Tegenbeweging
Op z’n laatst sinds het aantreden van de in Europa niet-populaire George W. Bush als Amerikaanse president,  is er een tegenstroomse beweging zichtbaar waarin veel mensen bewust het “Amerikaanse” mijden. Het antiamerikanisme komt met name voort uit de manier waarop de Verenigde Staten zich ongevraagd in interne politieke aangelegenheden mengen. Belangrijke gebeurtenissen die het aanzien van Amerikanen in Nederland en andere West-Europese landen als Duitsland deed verslechteren, zijn de oorlog in Afghanistan en Irak (onder leiding van Bush) en de afluisterschandalen rondom de Amerikaanse inlichtingendienst NSA (onder leiding van Obama).